# Distretto di Hualmay
Il distretto di Hualmay è uno dei dodici distretti della provincia di Huaura, in Perù. Si trova nella regione di Lima e si estende su una superficie di 5,81 chilometri quadrati.
Istituito il 6 dicembre 1918, ha per capitale la città di Hualmay.